# الکریدگ (مریلند)
الکریدگ (به انگلیسی: Elkridge) شهری در ایالت مریلند کشور ایالات متحده آمریکا است که جمعیت آن در سرشماری سال ۲۰۱۰ میلادی، ۱۵٬۵۹۳ نفر بوده‌است.